# Liga Colombiana de Béisbol Profesional 1998-99
La temporada de la Liga Colombiana de Béisbol Profesional 1998-99 oficialmente y por motivos de patrocinio llamada Copa Cerveza Águila 1998/99 fue la 24° edición de este campeonato disputada a partir del 5 de diciembre de 1998. Un total de 5 equipos participaron en la competición de cuatro ciudades Barranquilla, Cartagena de Indias, Montería y Sincelejo. El campeón fue Caimanes de Barranquilla obteniendo su cuarto título.

## Sistema de juego
Del 5 de diciembre de 1998 hasta el 6 de febrero de 1999. Finalizada la temporada regular, la novena ubicada en el primer lugar clasificó al play off final mientras que el segundo y tercero disputarían el pre play off para definir al segundo finalista, sin embargo Rancheros de Sincelejo y Vaqueros de Montería empataron en el tercer y cuarto lugar así que debieron jugar una serie extra para definir al cupo a semifinales.

## Equipos participantes
| Equipo                   | Fundación | Departamento | Ciudad       | Estadio                    | Capacidad |
| Rancheros de Sincelejo   | 1987      | Sucre        | Sincelejo    | Estadio 20 de Enero        | 10 000    |
| Vaqueros de Montería     | 1984      | Córdoba      | Montería     | Estadio Dieciocho de Junio | 11 000    |
| Indios de Cartagena      | 1948      | Bolívar      | Cartagena    | Estadio Once de Noviembre  | 12 000    |
| Tigres de Cartagena      | 1996      | Bolívar      | Cartagena    | Estadio Once de Noviembre  | 12 000    |
| Caimanes de Barranquilla | 1984      | Atlántico    | Barranquilla | Estadio Tomás Arrieta      | 8 000     |

## Temporada regular
Cada equipo disputó 24 juegos del 19 de diciembre de 1998 hasta el 20 de enero de 1999.
| Pos | Equipo                   | JG | JP | JJ | AVG.  | Dif |
| --- | ------------------------ | -- | -- | -- | ----- | --- |
| 1.  | Caimanes de Barranquilla | 17 | 7  | 24 | 0.708 | --- |
| 2.  | Indios de Cartagena      | 13 | 11 | 24 | 0.542 | 4,0 |
| 3.  | Vaqueros de Montería     | 11 | 13 | 24 | 0.458 | 6,0 |
| 4.  | Rancheros de Sincelejo   | 11 | 13 | 24 | 0.458 | 6,0 |
| 5.  | Tigres de Cartagena      | 8  | 16 | 24 | 0.333 | 9,0 |

|  | Clasificado a la final del campeonato.            |
|  | Clasificado al Pre-Play Off.                      |
|  | Jugaron serie extra para desempatar tercer lugar. |
|  | Eliminado.                                        |

## Juego extra
Se jugó del 22 de enero de 1999 para definir el tercer lugar que enfrentó en el pre play off al equipo del segundo lugar.
| Juego Extra LCBP de 1998/99 Rancheros de Sincelejo 0-1 Vaqueros de Montería |          |                      |                 |                            |       |
| Juego                                                                       | Fecha    | Resultado            | Serie (RAN-VAQ) | Estadio                    | Hora  |
| 1                                                                           | Enero 22 | Rancheros ; Vaqueros | 0–1             | Estadio Dieciocho de Junio | 19:00 |

## Pre Play Off
Definida en 4 juegos del 24 al 28 de enero de 1999.
| Serie Pre Play Off LCBP de 1998/99 Vaqueros de Montería 4-0 Indios de Cartagena |          |                       |                 |                            |          |
| Juego                                                                           | Fecha    | Resultado             | Serie (VAQ-IND) | Estadio                    | Duración |
| 1                                                                               | Enero 24 | Vaqueros 4; Indios 3  | 1–0             | Estadio Once de Noviembre  |          |
| 2                                                                               | Enero 25 | Vaqueros ; Indios     | 2–0             | Estadio Once de Noviembre  |          |
| 3                                                                               | Enero 27 | Indios ; Vaqueros     | 3–0             | Estadio Dieciocho de Junio |          |
| 4                                                                               | Enero 28 | Indios 9; Vaqueros 20 | 4–0             | Estadio Dieciocho de Junio |          |

## Play Off Final
Se disputaron 6 juegos para definir el campeón del 30 de enero al 6 de febrero de 1999.
| Serie Play Off LCBP de 1998/99 Vaqueros de Montería 2-4 Caimanes de Barranquilla |           |                         |                 |                            |       |
| Juego                                                                            | Fecha     | Resultado               | Serie (VAQ-CAI) | Lugar                      | Hora  |
| 1                                                                                | Enero 29  | Vaqueros 3; Caimanes 4  | 0–1             | Estadio Tomás Arrieta      | 19:30 |
| 2                                                                                | Enero 30  | Vaqueros 0; Caimanes 3  | 0–2             | Estadio Tomás Arrieta      | 16:00 |
| 3                                                                                | Febrero 2 | Caimanes 4; Vaqueros 8  | 1–2             | Estadio Dieciocho de Junio |       |
| 4.                                                                               | Febrero 3 | Caimanes 8; Vaqueros 9  | 2–2             | Estadio Dieciocho de Junio |       |
| 5                                                                                | Febrero 4 | Caimanes 10; Vaqueros 3 | 2–3             | Estadio Dieciocho de Junio |       |
| 6                                                                                | Febrero 6 | Vaqueros 3; Caimanes 7  | 2–4             | Estadio Tomás Arrieta      | 20:30 |

| Colombia                                       |
| Campeón Caimanes de Barranquilla Cuarto título |

## Los mejores
| Stat                     | Jugador                               | Total |
| ------------------------ | ------------------------------------- | ----- |
| Porcentaje de bateo (BA) | Armando Villeros (IND)                | .450  |
| Hits (H)                 | Tim Howard (CAI)                      | 19    |
| Carrera impulsada (RBI)  | Armando Villeros (IND)                | 33    |
| Carrera anotada (R)      |                                       |       |
| Dobles (2B)              | Marcos Sanchez (IND) Juan Rocha (RAN) | 7     |
| Triples (3B)             | Tim Howard (CAI)                      | 5     |
| Home run (HR)            | Alex Shuterland (VAQ)                 | 3     |
| Robo de base (SB)        | Luis Lopez (TIG)                      | 10    |

| Stat                 | Jugador                   | Total         |
| -------------------- | ------------------------- | ------------- |
| Juegos ganados (GAN) | Frank Thompson (CAI)      | 4W-0L (1.000) |
| Efectividad (ERA)    | Arquimides Reyes (Indios) | 0.74          |
| Ponches (SO)         | Roque Roman (VAQ)         | 37            |